# Thalassodrilides gurwitschi
Thalassodrilides gurwitschi är en ringmaskart som först beskrevs av Hrabe 1971.  Thalassodrilides gurwitschi ingår i släktet Thalassodrilides och familjen glattmaskar. Inga underarter finns listade i Catalogue of Life.